# Cheilosia apicalis
Cheilosia apicalis är en tvåvingeart som beskrevs av Enrico Adelelmo Brunetti 1913. Cheilosia apicalis ingår i släktet örtblomflugor, och familjen blomflugor. Inga underarter finns listade i Catalogue of Life.